# Camac
Pour le cours d'eau homonyme d'Irlande, voir Camac (rivière).
Camac (officiellement Les Harpes Camac) est une entreprise française de distribution et de fabrication d'instruments de musique fondée en 1972. La société est principalement connue comme leader du marché national de la distribution d'instruments de musique, et aussi comme seul facteur français de harpes classiques et celtiques, domaine auquel elle apporte plusieurs innovations. La société est numéro un national de la vente de harpes et fait partie des premières à l'international,. 

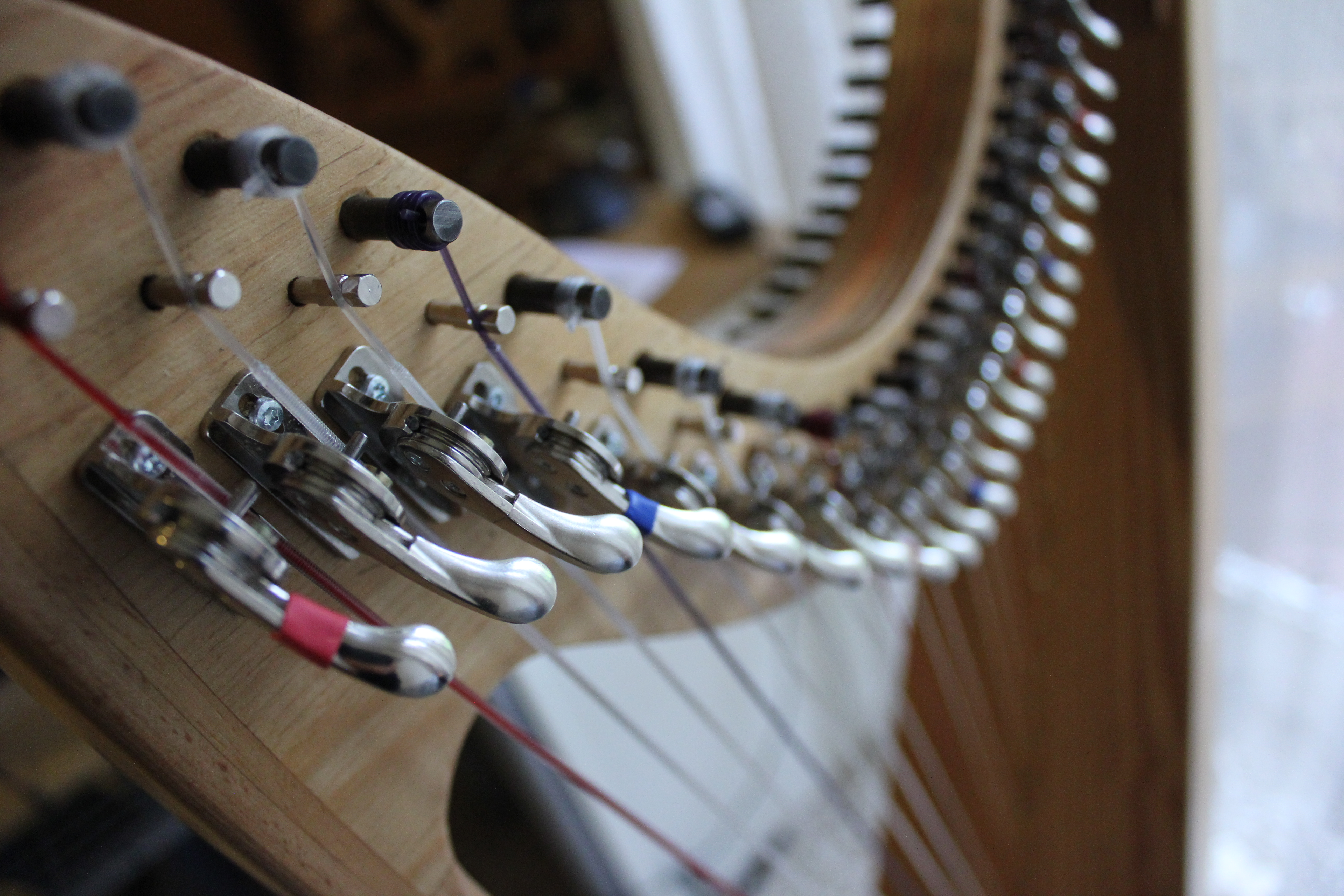
Harpe Camac

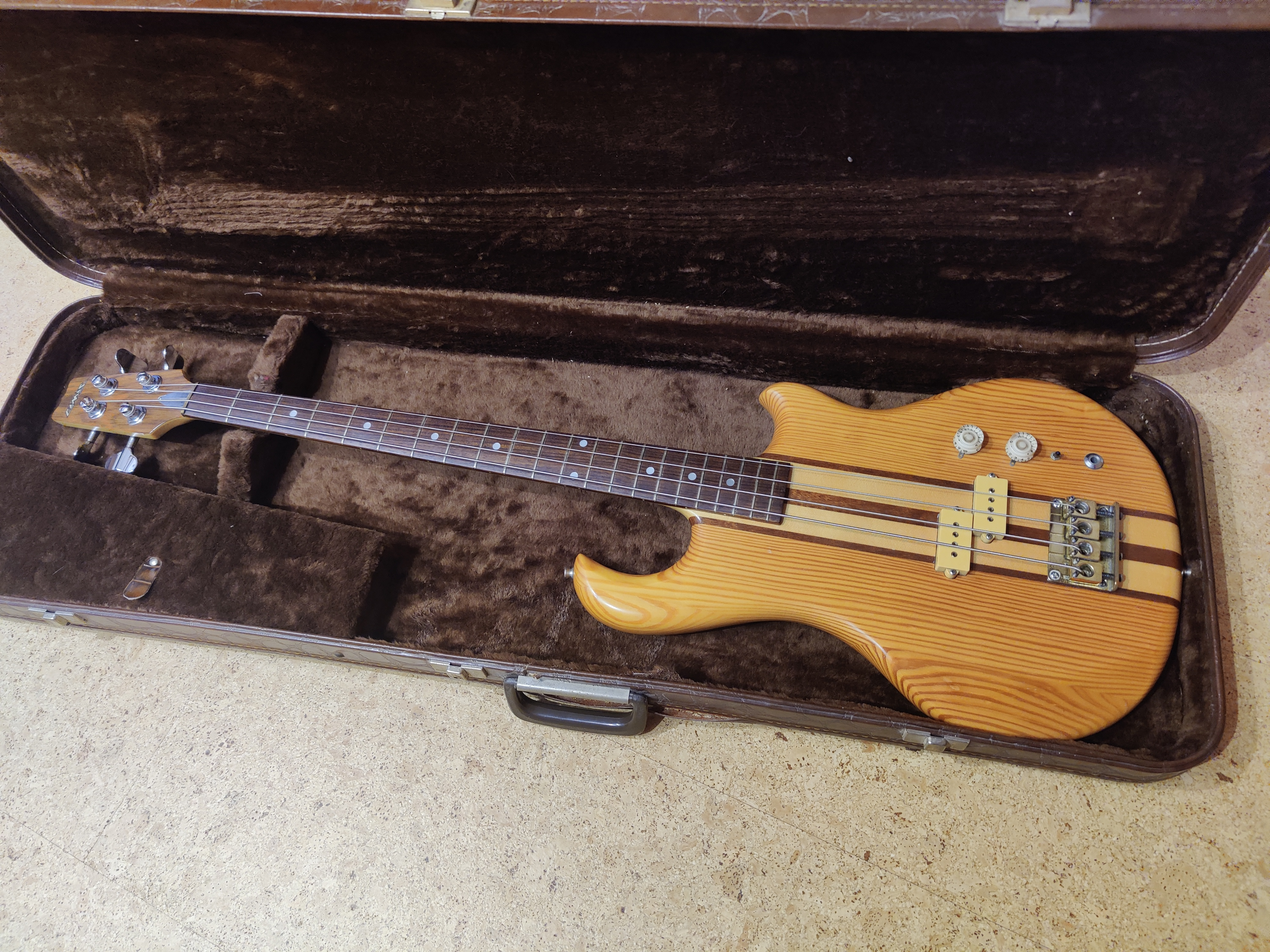
guitare basse Camac